# Tactical Intervention
Tactical Intervention (рус. Тактическое вторжение) — трёхмерная компьютерная игра, шутер от первого лица, которую разрабатывает корейская компания FIX Korea под руководством создателя серии игр Counter-Strike — Мина Ли. Издателем выступает компания Mayn Interactive. Игра стала доступной в Steam 8 октября 2013 года в качестве Free-to-play-игры. Игра ориентирована на мультиплеерную составляющую, где игроки поделены на две разные команды, которые, наподобие оригинальной Counter-Strike, сражаются, используя различное оружие и тактику.
2 октября 2017 года сервера с игрой были отключены, игра больше недоступна.

## Игровой процесс

Скриншот из игры.

Игровой процесс игры похож на игры серии Counter-Strike. Игроки делятся на две команды — террористов и контртеррористов, которые сражаются между собой или выполняют заданные цели для достижения победы. По сравнению с Counter-Strike в игре добавлено много новых элементов. Одним из основных элементов являются более быстрые бои, а следовательно и более быстрые раунды.
На уровнях введены заложники, которые реагируют на происходящие события, бегают, кричат и пытаются укрываться. Террористы могут использовать заложников в качестве щита, укрываясь ими и ведя стрельбу. Контртеррористы, так же как и террористы, могут использовать тренированных собак, которые обучены выслеживать и нападать на врагов.
Игроки, присоединившиеся к контртеррористам, могут выбрать модель игрока, среди которых присутствуют модели спецподразделений GSG-9, GIGN, DEVGRU. Среди моделей террористов присутствуют Arctic Commando, Snake, Desert Fox. Также игрок может выбрать различные виды амуниции, например шлемы, очки, противогазы, ботинки и кобуру, которые влияют на игровой процесс. Кроме того, в арсенале игрока присутствует аптечка, с помощью которой он может восстанавливать здоровье членов союзной команды, но не себя. В игре присутствует веревка, которую игрок может использовать для прыжков между окнами.
Игрок имеет возможность взаимодействовать с окружающей средой: разламывать объекты интерьера, подбирать и бросать баллоны с газом и другие объекты. Также в игре доступна функция наклона, которая используется при стрельбе из укрытия. Кроме того, на картах Highway, Innercity и Monaco игроки могут перемещаться по картам на автомобилях.

### Режимы игры
На данный момент в игре доступно 5 режимов:
- TDM (англ. Team Deathmatch) — игроки обеих команд играют друг против друга. Побеждает команда, совершившая наибольшее количество убийств (есть возможность установить лимит времени или убийств).
- Destroying (рус. Уничтожение) — террористы должны уничтожить один из двух объектов на карте с помощью кейса со взрывчаткой, контртеррористы — помешать им. Стартовые зоны команд и цели террористов каждый раунд меняются случайным образом. Доступен на картах Morning Calm и Uprising.
- VIP Rescue (рус. Спасение VIP) — один игрок из команды контртеррористов выбирается в роли VIP’а, остальные должны сопровождать его до точки эвакуации. Задача террористов — найти и уничтожить VIP’а. Игра заканчивается, когда VIP достиг точки эвакуации или же был ликвидирован. Доступен на карте Castalla.
- Hostage Rescue (рус. Спасение заложников) — для победы в раунде контртеррористы должны атаковать Зону защиты (англ. Defending Zone) и спасти как можно большее количество заложников или уничтожить другую команду. Террористы должны защищать Зону защиты, тем самым не подпуская контртеррористов к ней, или же уничтожить вражескую команду для победы в раунде. Кроме того, если террористам удастся удерживать зону защиты больше чем 30 секунд в раунде, откроется ящик со снаряжением, который даст возможность восполнить боезапас или выбрать новое оружие. Доступен на картах Construction Site, Shopping Mall, Skyrise, Flash Metro.
- Escont VIP car (Сопровождение машины VIP’а) — контртеррористы должны сопровождать машину VIP’а к точке назначения, а затем самого VIP’а к точке эвакуации. Если же враги уничтожили VIP’а, контртеррористы должны подобрать его кейс и доставить в точку эвакуации. Кроме того, контртеррористы могут садиться в машину и брать её под свой контроль, который осуществляет по умолчанию NPC. Террористы должны помешать другой команде и уничтожить VIP’а, а затем защищать некоторое время его кейс. После этого нужно доставить кейс к вертолёту. Чтобы остановить машину VIP’а, террористы могут использовать гранатомёт, стрелять по колёсам или по людям в салоне. Доступен на картах Highway и Innercity.

На карте Monaco сочетаются режимы VIP Rescue и Escont VIP car.

## Разработка игры
| Системные требования   | Системные требования                     | Системные требования                      |
| ---------------------- | ---------------------------------------- | ----------------------------------------- |
|                        | Минимальные                              | Рекомендуемые                             |
| Персональный компьютер |                                          |                                           |
| ОС                     | Windows XP                               | Windows Vista                             |
| ЦПУ                    | Intel P4-2.0 или AMD CPU той же мощности | Intel P4-2.4C или AMD CPU той же мощности |
| Объём ОЗУ              | 2 GB                                     | 2 GB                                      |
| Видеокарта             | ATI Radeon 9200, NVIDIA Geforce 6200     | ATI Radeon 9550, NVIDIA Geforce 7200      |

В апреле 2008 года Мин Ли покинул компанию Valve, которая отказалась выделять средства на разработку новой игры Counter-Strike 2. Мин, в надежде создать новую игру в этой серии отправился в Южную Корею, где нашёл инвесторов, которые выделили средства на разработку его игры. Затем Мин Ли вступил в компанию FIX Korea, где вместе с несколькими новыми нанятыми сотрудниками продолжил разработку Tactical Intervention.
В качестве игрового движка был выбран модифицированный Source.
С 13 мая 2010 года началось бета-тестирование игры, сначала для игроков Южной Кореи, а затем для игроков других регионов.
30 декабря 2011 года после долгого затишья был выпущен новый видео-трейлер игры. 8 октября 2013 года состоялся выход игры, с этого момента Tactical Intervention доступен в сервисе Steam как Free-to-play-игра.

## Критика
| Сводный рейтинг    | Сводный рейтинг |
| Агрегатор          | Оценка          |
| ------------------ | --------------- |
| Metacritic         | 47/100          |
| Иноязычные издания |                 |
| Издание            | Оценка          |
| Destructoid        | 4,5/10          |
| Eurogamer          | 4/10            |

Tactical Intervention получила негативные оценки, на агрегаторе рецензий Metacritic игра получила среднюю оценку 47/100 на базе семи рецензий.